# Гипохромная анемия
Гипохро́мная анеми́я (гипохроми́я, гипохромази́я) — общее название для форм анемии, при которых цветовой показатель крови, вследствие недостатка гемоглобина, меньше 0,8. Не является нозологической единицей. Также при гипохромии среднее содержание гемоглобина в эритроците меньше 30 пикограмм, а средняя концентрация гемоглобина в крови — менее 130 граммов/литр. Нарушение обусловлено нарушением синтеза порфиринов.
Причинами гипохромии могут быть железодефицитная анемия, хроническое отравление свинцом, различные талассемии, нарушение синтеза и утилизации порфиринов, гиповитаминоз В6, а также хронические воспалительные заболевания инфекционного и неинфекционного генеза, нарушающие обмен железа.